# SNARC
SNARC(Stochastic Neural Analog Reinforcement Calculator)는 마빈 민스키가 설계한 신경망 기계다. 민스키 편지에 따르면, 1951년 여름 조지 아미티지 밀러는 공군과학연구소에서 자금을 받아 당시 프린스턴 대학의 수학과 대학원생이었던 민스키에게 프로젝트를 수행하도록 했다. 당시 프린스턴대 물리학과 대학원생인 딘 S. 에드먼즈가 전자기기에 능숙하다며 자원했고, 민스키가 그를 프로젝트로 끌어들였다.
기계 자체는 약 40개의 헵(Hebb) 시냅스들이 무작위로 연결된 네트워크다. 이러한 시냅스는 각각 한번 입력하면 신호가 들어오고 다른 신호를 출력하는 확률을 지닌 메모리로 이루어진다. '확률식'에 따라 신호 전달은 0에서 1까지 확률을 보인다. 확률 신호가 통과하면, 콘덴서는 수식을 기억해 "클러치"를 결합한다. 이때, 운영자는 버튼을 눌러 기계에 보상을 준다. 큰 모터가 움직여 40개의 시냅스 기계 모두를 연결하는 체인이 있어, 클러치가 연결되었는지 아닌지를 점검한다. 콘덴서는 일정 시간 동안만 "기억"하기 때문에, 체인은 최근 업데이트된 확률만을 반영한다.
이 기계는 인공지능 분야에서 첫 선구적인 시도 중 하나로 여겨진다. 민스키는 MIT의 프로젝트 MAC의 창립 멤버로 계속 활동했는데, MAC는 MIT 컴퓨터과학연구소와 MIT 인공지능연구소로 분리되었다가, 현재는 MIT 컴퓨터과학 및 인공지능연구소가 되었다. 1985년 민스키는 MIT 미디어연구소의 창립 멤버가 되었다.

## 참고 문헌
- Crevier, Daniel (1993). 《AI: The Tumultuous Search for Artificial Intelligence》. New York, NY: BasicBooks. ISBN 0-465-02997-3.
- Russell, Stuart; Norvig, Peter (2003). 《Artificial Intelligence: A Modern Approach》. London, England: Pearson Education. ISBN 0-137-90395-2.